# پرنده آبزی

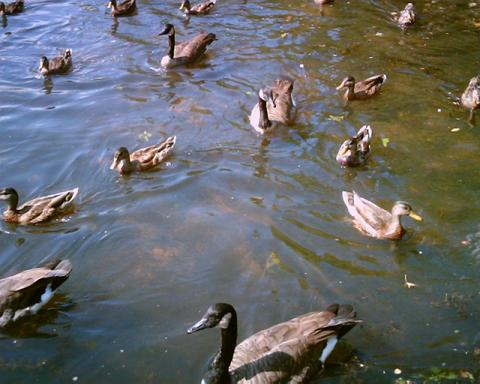
غازها و مرغابی‌ها تنها دو نوع از پرندگان آبی هستند که شامل پرندگان دریایی، ساحلی، آبزی و بسیاری از انواع دیگر پرندگان می‌شود.

پرنده آبزی یا پرنده آبی (به انگلیسی: Waterbird, aquatic bird)، پرنده‌ای است که روی یا پیرامون آب زندگی می‌کند. در برخی از تعریف‌ها، اصطلاح پرنده آبی به ویژه برای پرندگان در اکوسیستم‌های آب شیرین به کار می‌رود، اگرچه برخی دیگر هیچ تمایزی از پرندگان دریایی که در محیط‌های دریایی زندگی می‌کنند، در نظر نمی‌گیرند. برخی از پرندگان آبی (مانند پرندگان کنارآبزی) بیشتر زمینی هستند، در حالی که برخی دیگر (مانند پرندگان آبزی) آبزی‌تر هستند و سازگاری آن‌ها بستگی به محیط آن‌ها متفاوت است. این سازگاری‌ها شامل پاهای پرده‌دار، نوک و پاهایی است که برای تغذیه در آب و توانایی شیرجه از سطح یا هوا برای شکار طعمه در آب سازگار شده‌اند.
اصطلاح پرنده آبزی (aquatic bird) نیز گاهی در این زمینه به کار می‌رود. یک اصطلاح مرتبط که معنای محدودتری دارد پرنده آبزی است. برخی از پرندگان شکاری ماهی‌خوار مانند عقاب‌های ماهیگیر و عقاب دریایی، شکار آبزیان را شکار می‌کنند اما مدت زیادی در آب نمی‌مانند و عمدتاً در خشکی زندگی می‌کنند و جزو پرندگان آبی به‌شمار نمی‌روند. اصطلاح پرنده آبزی همچنین در زمینه حفاظت برای اشاره به پرندگانی که در مناطق آبی یا تالاب زندگی می‌کنند یا به آن‌ها وابسته هستند استفاده می‌شود. نمونه‌هایی از این استفاده عبارتند از موافقت‌نامه حفاظت از پرندگان آبزی مهاجر آفریقا-اوراسیا (AEWA) و ذخیره‌گاه پرندگان آبی والنائو.

## انواع
چند نمونه از پرندگان آبزی عبارتند از:
- پرندگان دریایی (پرندگان دریایی از راسته‌های بوبی‌سانان، پنگوئن‌سانان، Phaethontiformes و کبوتردریایی‌سانان، خانواده پلیکانان در پلیکان‌سانان و خانواده‌های ماهی‌گیرکان، کاکاییان، و کاکایی‌اقیانوسیان در سلیم‌سانان)
- پرندگان کنارآبزی (مانند راسته سلیم‌سانان)
- پرندگان آبزی (مربوط به غازسانان، یعنی مرغابی، غاز، قو، غاز زاغی، فریادکش)
- کشیم‌ها (راسته کشیم‌سانان)
- غواص‌ها (راستهٔ غواص‌سانان)
- لک‌لک (راسته لک‌لک‌سانان)
- پلیکان‌سانان (پلیکان، حواصیل، اگرت، اکراس و غیره)
- فلامینگوها (از راسته بال‌آتشی‌سانان)
- برخی از اعضای راستهٔ درناسانان (از جمله درناها و یلوه‌ها، کرک‌ها، چنگرها و چنگر نوک‌سرخ‌ها)
- ماهی‌خورک‌ها (عمدتا ماهی‌خورک‌های آبی، گاهی ماهی‌خورک‌های رودخانه‌ای، و به‌ندرت ماهی‌خورک‌های درختی)
- یک خانواده از گنجشک‌سانان، زیرآبروک‌ها

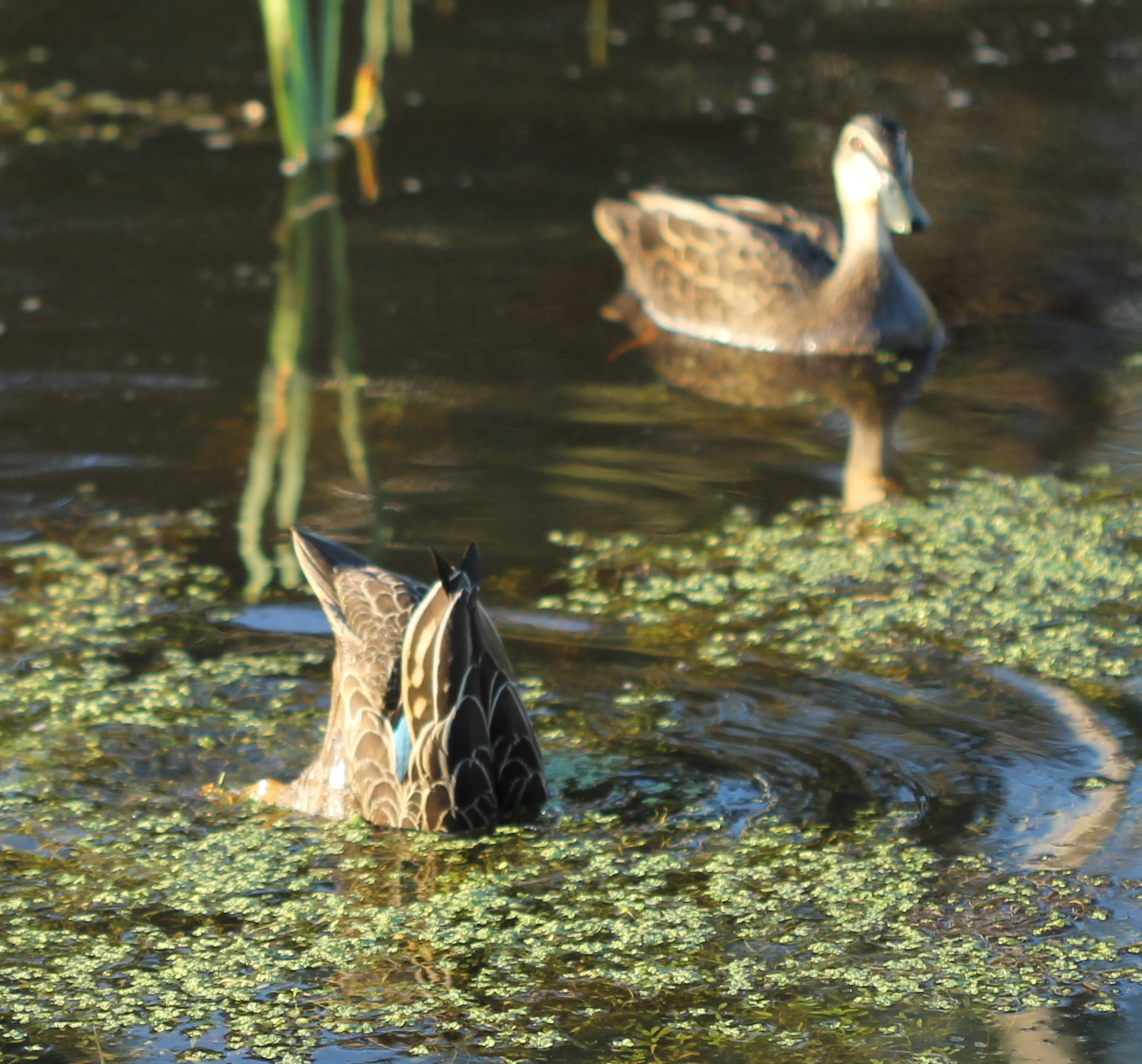
اردک‌های سیاه اقیانوس آرام، یکی از مرغابیان روآبچر است که در یک تالاب تغذیه می‌کند

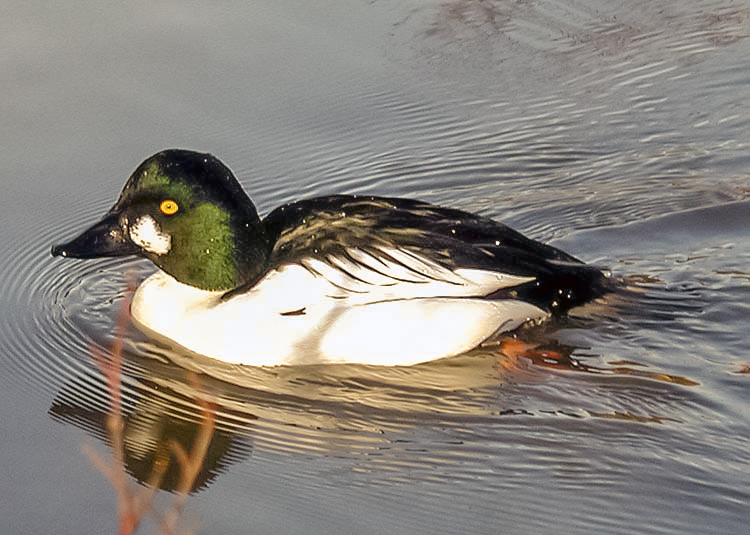
اردک چشم طلایی معمولی، از اردک‌های شیرجه‌زن است که بر پایهٔ رژیم غذایی ماهی زندگی می‌کند

آنفلوآنزای پرندگان ناشی از عفونت با H5N1، یک ویروس آنفلوآنزای فوق حاد پرندگان (HPAIV)، از سال ۱۹۹۶، زمانی که نخستین شیوع در یک مزرعه غاز در استان گوانگدونگ در چین رخ داد، در ماکیان بیش از ۶۰ کشور در اوراسیا و آفریقا گسترش یافته‌است. H5N1 در پرندگان وحشی به آسیا، اروپا و آفریقا سرایت کرده‌است و این امکان وجود دارد که ویروس H5N1 توسط پرندگان آبزی مهاجر به غرب و جنوب سرایت کند، زیرا ویروس‌های H5N1 که از نظر ژنتیکی مرتبط هستند، از سال ۲۰۰۵ در چندین کشور جدا شده‌اند.
عفونت H5N1 HPAIV در چندین کشور بومی شده‌است و سبب انتقال تصادفی به انسان می‌شود؛ بنابراین، ویروس‌های H5N1 اکنون به عنوان یکی از محتمل‌ترین نامزدها برای همه‌گیری آینده شناخته می‌شوند.